# L'amore è un bar sempre aperto
L'amore è un bar sempre aperto è il romanzo d'esordio della scrittrice e musicista italiana Grazia Verasani, pubblicato nel 1999. Narrato in prima persona dalla protagonista è ricco di citazioni musicali e di cenni autobiografici.

## Trama
Adele Mainati è autrice di testi di canzoncine commerciali. Fino a tre anni prima era una illusa rocker di secondo piano sconfitta dalle leggi del mercato musicale. 
Come la sua casa di Bologna, Adele è trascurata e sempre in disordine, la maggior parte delle poche ore in cui è sveglia pensa al suo passato bruciato e ai suoi amori mai concretizzati. Un discografico non più giovane potrebbe darle un'altra possibilità come musicista e forse come donna.